# Островная линия
Островная линия (англ. Island Line) — железнодорожная линия на острове Уайт, Великобритания. Линия соединяет город Райд с городом Шанклин. Протяженность — 13,7 км (8,5 миль), ширина колеи — 1435 мм. В 1967 году линия была электрифицирована. Система электрификации — контактный рельс, напряжение — 630 V, постоянный ток. На станции Смоллбрук-Джанкшн (англ. Smallbrook Junction) соединяется с Паровой железной дорогой острова Уайт, которая функционирует в туристическом режиме.

## История
Первый участок нынешней Островной линии между станциями Райд-Синт-Джонс-Роад и Шанклин открылся 23 августа 1864 года. Позднее линия продлевалась от станции до Райд-Эспланейд (5 апреля 1880 года) и от Райд-Эспланейд до Райд-Пир-Хэд (12 июля 1880 года). Линия также была продлена с противоположного конца от станции Шанклин до станции Вентнор 10 сентября 1866 года, однако этот участок был закрыт 26 февраля 1969 года.
В прошлом Островная линия была частью обширной сети железных дорог острова Уайт, которые принадлежали разным компаниям. В 1923 году, когда большинство железных дорог Великобритании были сгруппированы в «большую четверку», железные дороги острова Уайт вошли в состав Южной железной дороги. В 1948 году железные дороги острова Уайт были национализированы и вошли в состав государственной железнодорожной компании British Rail. Островная линия работала на паровой тяге до 31 декабря 1966 года. С января 1967 года проводилась электрификация линии. После электрификации линия вновь открылась 20 марта 1967 года. В то же время в 1966 году были закрыты все остальные железнодорожные линии острова Уайт. Только одна из них, нынешняя Паровая железная дорога острова Уайт, была снова открыта в 1971 году в качестве туристической.
С 21-го по 22-е года проводилась реконструкция линии, на станции Брэйдинг вновь заработала вторая платформа, высота платформ была увеличена под новый подвижной состав 484 D-train.

## Подвижной состав
Подвижной состав что использовался на линии в основном представлены подвижным составом из Лондонского метро из-за ограниченных габаритов туннелей между станциями Райд Сент-Джонс Роуд и Райд Эспландейт, первым подвижным составом стал Standart Stock 1927 получившим обозначение Class 485 и 486, работали с 1967 по 1992 года.
Из-за близости линии к морю вагоны сильно пострадали от коррозии, с 1989 по 2021-е года использовались поезда Лондонского метрополитена образца 1938 года, получившие здесь обозначение класс 483 придшедшие на замену 485 и 486, учитывая время сколько проработали в метро и после на островной линии, 483-й был самым старым эксплуатирующимся подвижным составом в Британии.
После реконструкции и открытии линии в 22-м году традиция использовать поезда лондонского метро была продолжена с запуском на линию D-train на замену уходящим из эксплуатации 483-х, получившие обозначение class 484.

## В культуре
- Для игры Train Simulator Classic (Railworks) имеется дополнение с этим маршрутом вместе с паровой веткой и перекрасками Network Southeast и Лондонского транспорта.
- В Train Sim World реализована в двух версиях, 2019-го, до закрытия на реконструкцию и подвижным составом 483 в окрасе Network Southeast, и 2022-го, после реконструкции с 484, после реконструкции, в отличие от Railworks реализована только островная линия.

## Станции
- Райд-Пир-Хэд (англ. Ryde Pier Head), город Райд
- Райд-Эспланейд (англ. Ryde Esplanade), Райд
- Райд-Снит-Джонс-Роад (англ. Ryde St John's Road), Райд
- Смоллбрук-Джанкшн (англ. Smallbrook Junction), Райд. Используется только для пересадки на Паровую железную дорогу острова Уайт, не имеет выходов в город
- Брэдинг (англ. Brading), город Брэдинг
- Сандаун (англ. Sandown), город Сандаун
- Лейк (англ. Lake), деревня Лейк
- Шанклин (англ. Shanklin), город Шанклин
- Уороксолл (англ. Wroxall), деревня Уорксолл, закрыта
- Вентнор (англ. Ventnor), город Вентнор, закрыта